# Верхнекундрюченская
Верхнекундрю́ченская — станица в Усть-Донецком районе Ростовской области.
Административный центр Верхнекундрюченского сельского поселения.

## Население
| 2010 |
| ---- |
| 1112 |

## История
На хуторе существовала Предтеченская церковь, которая не сохранилась.

## Улицы
| - ул. А. Кудрявцева, - ул. Береговая, - пер. Жигулёвский, - ул. Заречная, - пер. Короткий, | - ул. Лесная, - ул. Луговая, - ул. Молодёжная, - ул. Парковая, - ул. Полевая, | - ул. Почтовая, - ул. Пушкина, - ул. Речная, - ул. Садовая, - ул. Советская, | - ул. Центральная, - ул. Чехова, - пер. Цветочный, - ул. Школьная. |

## Известные уроженцы
- Трифонов, Евгений Андреевич (1985—1937) — советский военный деятель, поэт.